# 존 메이어
존 클레이턴 메이어(John Clayton Mayer, 1977년 10월 16일 ~ )는 미국의 음악가이다. 코네티컷주 브리지포트에서 태어났으며, 애틀랜타로 가기 전에는 마룬 5의 기타리스트 제임스 밸런타인과 함께 버클리 음악 대학을 다녔다. 2003년에는 〈Your Body Is a Wonderland〉로 그래미 어워드 최우수 남성 팝 보컬 퍼포먼스 상을 받았다.

## 생애
존 메이어는 1977년 10월 16일 코네티컷주 브리지포트에서 리차드 메이어, 마가렛 메이어 두 부부 교사 사이에서 삼남 중 둘째로 태어났다. 처음엔 아버지의 영향을 받아 재즈 음악에 관심이 많았던 메이어는 이웃이 준 스티비 레이 본의 테잎을 듣고 블루스 음악과 기타에 관심을 가지게 된다. 이후 Vilanova Junction이라는 밴드에 속해 지역 클럽 등에서 연주를 하게 된다. 고등학교 졸업 후 마룬 5의 제임스 밸런타인과 버클리 음악 대학에 진학한 메이어는 1년만에 대학교를 중퇴하고 친구 Clay Cook과 함께 Lo-Fi Masters라는 밴드를 결성하고 애틀랜타에서 활동한다. 1999년 첫 번째 EP앨범 Inside Wants Out을 녹음하고 활동하던 존 메이어는 2000년 텍사스,오스틴에서 개최된 South by Southwest Music Festival에서의 공연으로 Columbia Records의 자회사인 Aware Records사의 눈에 띄어 계약을 맺게 된다. 이후 "Room for Squares", "Heavier Things", "Continuum", "Battle Studies" 등 넉 장의 앨범을 발표하며 총 7개의 그래미상을 거머쥔다. 2012년 5월 22일 새 앨범 'Born and Raised' 발매할 예정인 존 메이어는 2011년 발병했던 성대 결절 문제로 인해 올해 예정된 투어를 취소한 바 있다.(하지만 최근 2014년 내한공연을하며 다시좋은 활동을 보여주고있다)

## 음반 목록

### EP
- 《Inside Wants Out》(1999년)

- 《The Village Sessions》(2006년)

### 싱글앨범
- 《New Light》 (2018년)
- 《I Guess I just Feel Like》 (2019년)
- 《Carry Me Away》 (2019년)

### 정규앨범
- 《Room for Squares》 (2001년)
- 《Heavier Things》 (2003년)
- 《Continuum》 (2006년)
- 《Battle Studies》 (2009년)
- 《Born and Raised》 (2012년)
- 《Paradise Valley》 (2013년)
- 《The Search for Everything》 (2017년)
- 《Sob Rock》 (2021년)

### 라이브 앨범
- 《Any Given Thursday》 (2003년)
- 《As/Is》 (2004년)
- 《Try!》 (2005년)
- 《Where The Light Is : John Mayer Live In Los Angeles》 (2008년)

## 사용 악기

### 기타
존 메이어는 굉장한 기타수집가이기도 하며, 각종 명성높은 기타 회사들과도 콜라보를 많이 하는 것으로 유명하다. 그가 가진 기타만 200대가 넘는다.
2003년에는 마틴(Martin) 사에서 시그니처 모델 'OM-28 John Mayer' 어쿠스틱 기타를 만들어주었다. 이 기타는 애틀랜타에서 404대만 한정생산되었다. 이후 2005년에는 펜더(Fender) 사에서 2종류의 시그니처 스트라토캐스터 일렉기타를 출시했다. 3번째로 출시된 스트라토캐스터는 racing stripe가 그려진 charcoal frost metallic 색상인데, 100대만 한정생산되었다. 2006년 1월에는 마틴 사에서 'OMJM John Mayer' 어쿠스틱 기타를 출시했다. 이 기타는 조금 더 합리적인 가격에 'OM-28 John Mayer'의 특징을 목표로 만들어진 모델이다. 2006년 8월에는 펜더 사에서 'SERIES II John Mayer' 스트라토캐스터를 생산했다.
2007년 2월에는, 투락(Two Rock) 사와 협업하여 커스텀 디자인된 앰프를 생산한다. 단 존메이어 사인이 된 25대 만이 대중들에게 공개되었다. 이때 500대 한정생산된 Cypress-Mica 색상의 존 메이어 시그니처 펜더 스트라토캐스터도 함께 공개된다. 한정생산된 Cypress-Mica 모델에는 존메이어가 협업하여 디자인한 'INCSvsJM' 긱백도 함께 제공된다. 2006년 기준으로 존메이어는 200대가 넘는 기타를 수집하고 있는 것으로 추정된다.
존 메이어의 가장 대표적인 기타는 '블랙원(Black1)'이다. 《Heavier Things》 투어를 마친 후에 존메이어는 펜더 커스텀샵에서 기타를 주문제작하길 원했다. 그는 로리 갤러거나 스티비 레이 본의 기타에 영감을 받았고, 기타를 디자인하는데 도움을 받기위해 마스터빌더인 존 크루즈(John Cruz)를 찾는다. 본질적으로 존 메이어는 스티비 레이본의 기타 '퍼스트 와이프(First Wife)' 스트라토캐스터의 검은색 버전을 원했다. 이 기타는 헤비레릭되었고 스티비 레이본이 썼던 기타와 굉장히 비슷한 스펙을 가지고있다. 블랙원은 민트색 픽가트와 커스텀 와운드된 픽업과 금색 하드웨어, 금색 튜너를 가지고 있는데 ,이는 SRV 헌정 스트랫과 동일한 것이다. 이 기타는 《Continuum》 앨범 녹음에 메인 기타로 쓰인다. 이는 "I Don't Trust Myself With Loving You", "Bold as Love" 등의 트랙에서 확인할 수 있다. 이를 통해 블랙원 기타는 존 메이어의 음악에 트레이드마크가 된다.
펜더 커스텀샵에서는 존 크루즈가 레릭한 블랙원 스트랫의 스트랫 레플리카 모델을 83대만 한정판매했는데, 모두 24시간만에 매진되었다. 2010년, 펜더 사에서는 존 메이어의 레릭되지않은 버전인 블랙원 모델을 생산하겠다고 발표했고, 이 전세계적으로 500대만 한정판매되었다. 이후 펜더사에서는 존 메이어 시그니처 스트랫을 3톤 선버스트와 올림픽 화이트 색상으로 출시하였다.
2012년에는 NAMM 박람회를 통해 마틴사와 함께 새로운 시그내처 모델 '00-45SC'를 선보였다.
2014년에는 존 메이어가 펜더와의 계약이 끝났음을 발표한다. 그 이후 펜더에서 그의 시그니처 기타 라인은 더 이상 생산되지 않고있다. 2015년에는 존 메이어는 PRS 사와 협업하겠다고 발표한다. 2016년 3월에 존 메이어와 PRS 사는 협업 프로젝트 'Super Eagle'을 발표한다. 이는 PRS의 프라이빗 스톡 라인으로 출시했으며 최상급의 목제와 아발론 인레이, JCF 오디오 프리앰프, 유리 예술가 데이비드 스미스(David Smith)의 수제 스티커가 포함되어 있다. 100대 한정생산하였으며, 가격은 소매가로 $10,000가 넘는다. 2017년 2월 NAMM 박람회에서 PRS와 존 메이어는 'J-MOD 100' 시그니처 앰프를 발표한다. 2017년 6월에는 'Super Eagle II' 모델이 공개되고 120대만 한정판매되었다.
2018년 2월에는 마틴 사에서 45대만 한정생산된 존메이어 시그니처 D-45 모델을 약 $14,999에 한정판매한다.
2018년 3월에는 PRS 사에서 존 메이어의 시그니처 모델인 실버 스카이(Silver Sky)를 4가지 색상으로 출시한다. Music Trade 매거진에서는 실버 스카이를 '파생적(derivative)'이지만, 모든 요소들이 원점에서부터 설계되어 디테일한 부분에 신경을 쓰면서 디자인 되었다고 말한다. Guitar Player 매거진의 맷 블라켓(Matt Blackett)은 스트랫과 유사함을 인정하면서도 "실버 스카이는 이런 종류의 기타를 거의 완벽에 가까운 버전으로 만들겠다는 절대적인 약속을 보여준다"고 말했다. 이 잡지는 실버 스카이를 '에디터의 추천'으로 선정했다.

### 앰프
존 메이어는 기타와 마찬가지로 앰프 역시 협업을 많이 진행한다. 사용하는 앰프는 Two-Rock사의 Custom Reverb Signature, John Mayer Signature, Sterling Signature와 Dumble의 Steel String Singer, Overdrive Special를 George Allessandro사의 2×12 캐비넷과 사용한다. 존 메이어는 투락과 덤블 앰프를 연결해 마치 하나의 앰프처럼 사용한다고 밝혔다.

### 이펙터
존 메이어의 2010년 투어 당시 Premier Guitar Magazine의 영상을 통해 공개된 메이어의 이펙터는 다음과 같다. Eventide TimeFactor, a Boss GE-7 Equalizer, an Ibanez TS-10 Tube Screamer Classic, a Roger Linn AdrenaLinn III Beat-Synced Filter Effects Processor (Battle Studies앨범에 수록된 'Heartbreak Warfare' 녹음에 사용되었다.), a Korg Toneworks G4 Rotary Speaker Simulator, a Klon Centaur Professional Overdrive, a small Analog Man Compressor, an original Marshall Bluesbreaker, a Keeley Electronics Katana Clean Boost, a MXR M-108 10-band EQ, a Roger Linn AdrenaLinn Groove Filter FX-Amp Modeling-Drum Box Processor (Heavier Things 앨범에 수록된 'Bigger Than My Body' 녹음에 사용되었다.), a Roger Linn AdrenaLinn II Beat-Synched Filter Effects Processor (Continuum 앨범에 수록된 'I Don't Trust Myself' 녹음에 사용되었다.), a Way Huge Aqua Puss Analog Delay, and an additional Eventide TimeFactor, 그리고 Bob Bradshaw가 제작한 풋 스위칭 시스템을 사용한다.

## 그래미상 수상내역[8]
| 연도 | 수상대상                                          | 카테고리                                                                 | 수상 |
| ---- | ------------------------------------------------- | ------------------------------------------------------------------------ | ---- |
| 2003 | Himself                                           | Best New Artist                                                          | 후보 |
| 2003 | "Your body is a Wonderland"                       | Best Male Pop Vocal Performance                                          | 수상 |
| 2005 | "Daughters"                                       | Song of the Year                                                         | 수상 |
| 2005 | "Daughters"                                       | Best Male Pop Vocal Perofrmance                                          | 수상 |
| 2007 | 《Continuum》                                     | Album of the Year                                                        | 후보 |
| 2007 | 《Continuum》                                     | Best Pop Vocal Album                                                     | 수상 |
| 2007 | 《Try!》                                          | Best Rock Album                                                          | 후보 |
| 2007 | "Waiting On The World To Change"                  | Best Male Pop Vocal Performance                                          | 수상 |
| 2007 | "Route 66"                                        | Best Solo Rock Vocal Performance                                         | 후보 |
| 2008 | "Belief"                                          | Best Male Pop Vocal Performance                                          | 후보 |
| 2009 | "Say"                                             | Best Male Pop Vocal Performance                                          | 수상 |
| 2009 | "Say"                                             | Best Song written for a Motion Picture, Television or Other Visual Media | 후보 |
| 2009 | "Gravity"                                         | Best Solo Rock Vocal Performance                                         | 수상 |
| 2009 | "Lesson Learned"                                  | Best Pop Collaboration with Vocals                                       | 후보 |
| 2009 | Where the Light Is: John Mayer Live in Los Angles | Best Long Form Music Video                                               | 후보 |
| 2011 | Battle Studies                                    | Best Pop Vocal Album                                                     | 후보 |
| 2011 | "Half of My Heart"                                | Best Male Pop Vocal Performance                                          | 후보 |
| 2011 | "Crossroads"                                      | Best Solo Rock Vocal Performance                                         | 후보 |
| 2013 | Channel Orange (featured artist)                  | Album of the Year                                                        | 후보 |